# Falling Hare
Falling Hare (1943) és un curtmetratge d'animació realitzat per Bob Clampett i posant en escena un donyet i Bugs Bunny.